# Проєкт Південно-Східна Анатолія
Проєкт Південно-Східна Анатолія (тур. Güneydoğu Anadolu Projesi, GAP) - багатогалузевий інтегрований регіональний проєкт розвитку на основі концепції сталого розвитку терену з населенням понад 9 мільйонів чоловік (2005 рік) , які проживають у регіоні Південно-Східна Анатолія Туреччина. Основна мета GAP є усунення регіональних відмінностей розвитку шляхом підвищення рівня доходів і рівня життя людей; і внести свій вклад в такі національні цілі в галузі розвитку як соціальна стабільність і економічне зростання за рахунок підвищення продуктивного і зайнятості генеруючих потужностей сільського сектора. Загальна вартість проєкту становить  42.1 млрд турецьких лір (TL) (ціни на 2010) проєкт охоплює дев'ять провінцій (Адияман, Батмена, Діярбакир, Ізмір, Кіліс, Сіїрт, Шанлиурфа, Мардін і Ширнак), які розташовані у сточищах річок Євфрат і Тигр і у Верхній Месопотамії.

### ГЕС
GAP складається з 19 ГЕС. Вони будуть постачати енергію, еквівалентну 22% від передбачуваного загального споживання енергії в національному масштабі на 2010 рік Забезпечуючи 8900 гігават годин (32 PJ), це є одним з найбільших каскадів гідроелектростанцій у світі.
| Реалізація енергетичних проєктів станом на травень 2013 року |                 |                      |                                                  |
| Назва                                                        | Потужність (MW) | Виробництво (GWh/yr) | Статус                                           |
| ГЕС Каракая                                                  | 1,800           | 7,354                | В дії з 1987                                     |
| ГЕС Ататюрк                                                  | 2,400           | 8,900                | В дії з 1992                                     |
| ГЕС Биреджик                                                 | 672             | 2,516                | В дії з 2000                                     |
| ГЕС Каркамиш                                                 | 180             | 652                  | В дії з 1999                                     |
| ГЕС Шанлиурфа                                                | 50              | 124                  | В дії з 2005                                     |
| Гребля Бююкчай                                               | 30              | 84                   | Плановано                                        |
| Гребля Кочалі                                                | 39              | 187                  | Плановано                                        |
| Гребля Сиримташ                                              | 26              | 87                   | В дії з 2013                                     |
| Гребля Кахта                                                 | 75              | 171                  | Плановано                                        |
| Гребля Фатопаша                                              | 22              | 47                   | Плановано                                        |
| ГЕС Еркенек                                                  | 12              | 52                   | В дії з 2009                                     |
| Євфратський каскад ГЕС                                       | 5,304           | 20,098               |                                                  |
| Гребля Діджле                                                | 110             | 296                  | В дії з 1999                                     |
| Гребля Кралкизи                                              | 94              | 146                  | В дії з 1998                                     |
| Гребля Батман                                                | 198             | 483                  | В дії з 2003                                     |
| Гребля Ілісу                                                 | 1,200           | 3,833                | Споруджується (60.3% завершено на березень 2014) |
| Гребля Джизре                                                | 240             | 1,208                | Плановано                                        |
| Гребля Сілван                                                | 160             | 623                  | Споруджується (20% завершено на листопад 2013)   |
| Гребля Кайсер                                                | 90              | 341                  | Плановано                                        |
| Гребля Гарзан                                                | 90              | 315                  | В дії з 2012                                     |
| Сточище Тигру                                                | 2,172           | 7,247                |                                                  |
| Загалом                                                      | 7,476           | 27,345               |                                                  |

## Див також
Каскад ГЕС на Євфраті